# Torneo de las Cinco Naciones 1961
El Torneo de las Cinco Naciones de 1961 fue la 67° edición del principal Torneo del hemisferio norte de rugby.
El campeón del torneo fue la selección de Francia.

## Clasificación
| Lugar | Selección  | Partidos | Partidos | Partidos  | Partidos | Puntos  | Puntos    | Puntos | Tabla de puntos |
| Lugar | Selección  | Jugados  | Ganados  | Empatados | Perdidos | A favor | En contra | dif.   | Tabla de puntos |
| ----- | ---------- | -------- | -------- | --------- | -------- | ------- | --------- | ------ | --------------- |
| 1     | Francia    | 4        | 3        | 1         | 0        | 39      | 14        | +25    | 7               |
| 2     | Gales      | 4        | 2        | 0         | 2        | 21      | 14        | +7     | 4               |
| 3     | Escocia    | 4        | 2        | 0         | 2        | 19      | 25        | -6     | 4               |
| 4     | Inglaterra | 4        | 1        | 1         | 2        | 22      | 22        | 0      | 3               |
| 5     | Irlanda    | 4        | 1        | 0         | 3        | 22      | 48        | -26    | 2               |

## Resultados
| 7 de enero | Francia | 11 - 0 | Escocia | Stade Olympique Yves-du-Manoir, Colombes |  |

| 21 de enero | Gales | 6 - 3 | Inglaterra | Cardiff Arms Park, Cardiff |  |

| 11 de febrero | Irlanda | 11 - 8 | Inglaterra | Lansdowne Road, Dublín |  |

| 11 de febrero | Escocia | 3 - 0 | Gales | Estadio Murrayfield, Edimburgo |  |

| 25 de febrero | Inglaterra | 5 - 5 | Francia | Twickenham Stadium, Londres |  |

| 25 de febrero | Escocia | 16 - 8 | Irlanda | Estadio Murrayfield, Edimburgo |  |

| 11 de marzo | Gales | 9 - 0 | Irlanda | Cardiff Arms Park, Cardiff |  |

| 18 de marzo | Inglaterra | 6 - 0 | Escocia | Twickenham Stadium, Londres |  |

| 25 de marzo | Francia | 8 - 6 | Gales | Stade Olympique Yves-du-Manoir, Colombes |  |

| 15 de abril | Irlanda | 3 - 15 | Francia | Lansdowne Road, Dublín |  |

## Premios especiales
- Copa Calcuta:  Inglaterra